# Erik Ask-Upmark (riksspelman)
Erik Martin Andreas Ask-Upmark, född 13 maj 1973 i Torestorps församling, Älvsborgs län, är en svensk musiker och riksspelman på svensk säckpipa.
Han uppträder främst med grupperna Svanevit, Dråm och Falsobordone i vilka han spelar säckpipa och harpa, tillsammans med hustrun Anna Rynefors. Han spelar även skalmeja och portativ. Ask-Upmark driver även skivbolaget Nordic Tradition, som främst ger ut inspelningar och produktioner med svensk folkmusik. Tillsammans med Anna Rynefors driver han även ett produktionsbolag. 
Ask-Upmark är son till författaren Barbro Karlén, som är fosterdotter till medicinprofessorn Erik Ask-Upmark.